# Arbeitsgericht Wesermünde
Das Arbeitsgericht Wesermünde (anfangs auch Arbeitsgericht Wesermünde-Geestemünde, ab 1947: Arbeitsgericht Bremerhaven) war ein deutsches Arbeitsgericht mit Sitz in Wesermünde.

## Geschichte
Gemäß Arbeitsgerichtsgesetz vom 23. Dezember 1926 wurden in Deutschland Arbeitsgerichte gebildet. Diese waren nur in der ersten Instanz organisatorisch selbstständige Gerichte, die Landesarbeitsgerichte waren den Landgerichten zugeordnet. Am Landgericht Bremen entstand so 1927 das Landesarbeitsgericht Bremen als einziges Landesarbeitsgericht der Freien Hansestadt Bremen. Im preußischen Wesermünde entstand das Arbeitsgericht Wesermünde. Sein Sprengel umfasste die Bezirke der preußischen Amtsgerichte Dorum, Hagen und Wesermünde-Geestemünde sowie des bremischen Amtsgerichts Bremerhaven. Es bestand jeweils eine Kammer für Arbeiter, für Angestellte und für Handwerk. Es wurde dem Landesarbeitsgericht Bremen zugeordnet.
Nach der Besetzung Deutschlands durch die Alliierten wurden 1945 zunächst alle Gerichte geschlossen. Die ordentlichen Gerichte wurden schon bald wieder eröffnet, während die Arbeitsgerichte zunächst nicht wieder eingerichtet wurden, so dass arbeitsgerichtliche Streitigkeiten von den ordentlichen Gerichten erledigt werden mussten. Gemäß Kontrollratsgesetz 21 vom 30. März 1946 sollten in Deutschland Arbeitsgerichte aufgebaut werden. Das Arbeitsgericht Wesermünde wurde neu gebildet und am 20. August 1946 feierlich eröffnet. Zu seinem Bezirk gehörten bis zum 15. April 1948 die Landkreise Osterholz-Scharmbeck und Wesermünde. Mit Verfügung des Landesarbeitsgerichts Hannover vom 15. April 1948 wurden die Landkreise Osterholz-Scharmbeck und Wesermünde dem Arbeitsgericht Verden zugeteilt. Wesermünde benannte sich am 7. Februar 1947 in Bremerhaven um, entsprechend änderte sich der Name des Arbeitsgerichts auf Arbeitsgericht Bremerhaven. 2004 fusionierten das Arbeitsgericht Bremerhaven und das Arbeitsgericht Bremen zum Arbeitsgericht Bremen-Bremerhaven.